# Campiglossa footei
Campiglossa footei este o specie de muște din genul Campiglossa, familia Tephritidae, descrisă de Thompson în anul 1999. Conform Catalogue of Life specia Campiglossa footei nu are subspecii cunoscute.